# Uplink (игра)
Uplink — компьютерная игра, симулирующая деятельность хакера[стиль]. Дебютный проект, выпущенный британской независимой компанией Introversion Software в 2001 году. С 2006 года игра доступна через систему Steam.
Несмотря на фантастичное окружение (необычные единицы измерения информации — гигаквады, мировое правительство и т. д.), игра имеет реалистичные элементы: подбор паролей по словарю, трассировка пакетов, удаление логов, проникновение в локальные сети, использование средств защиты от обнаружения, устройств уничтожения информации.
Различные задания, которые предоставляются корпорацией Uplink, довольно разнообразны: от кражи или уничтожения файла, изменения записей в социальных и криминальных БД, до отслеживания других хакеров, обвинения людей в преступлениях и уничтожения компьютерных систем.

## Сюжет
Игрок принимает на себя роль хакера в 2010 году, который начинает работать на корпорацию Uplink, занимающуюся предоставлением работы для хакеров по всему миру. Игрок копит деньги, программное обеспечение, обновляет «железо» Gateway’я (шлюза) и зарабатывает репутацию, выполняя работу по взлому серверов глобальных корпораций для различных клиентов. Сюжетная линия игры начинается, когда Andromeda Research Corporation начинает нанимать агентов, чтобы, используя как основу искусственный интеллект, создать компьютерный вирус, известный как Revelation (англ. — 1. Откровение; 2. синоним Апокалипсиса) в попытке уничтожить всемирную сеть. После смерти лучшего агента корпорации Uplink, игрок может взломать центральный мэйнфрейм ARC и отследить этого агента. При этом, ARC обнаружит его и предложит атаковать компанию Arunmor. Далее, эта компания, предполагает перечеркнуть их планы, разработав Faith (англ. — Вера) — контрвирус, который может очистить системы от Revelation. Игрок может выбрать между двумя компаниями или проигнорировать сюжет, сосредоточившись на фрилансинговом взломе. В этом случае сюжетная линия пройдёт без его участия и вирус Revelation будет уничтожен.
Три миссии компании Arunmor (Tracer, TakeMeToYourLeader и ARCInfiltration) также доступны на BBS системы внутренних служб Uplink, а также игрок может, работая на ARC, отправить копию Revelation в Arunmor и получить деньги без специальной награды.
Выполнение каждой миссии сюжетной линии, а также двух несюжетных миссий даёт игроку специальную награду.
Миссии Arunmor:
- Backfire — отправить копию Revelation компании Arunmor.
- Tracer — установить программу слежения на машину внутренних служб ARC.
- TakeMeToYourLeader — заразить вирусом Revelation машину внутренних служб Arunmor.
- ARCInfiltration — скачать базу данных Revelation с локальной сети ARC.
- CounterAttack — предотвратить уничтожение Интернета.

Миссии ARC:
- MaidenFlight — заразить вирусом Revelation машину внутренних служб Arunmor.
- Darwin — скачать базу данных Darwin Research Associates.
- SaveItForTheJury — обвинить технического директора Arunmor во взломе банка.
- ShinyHammer — уничтожить базу данных Faith с локальной сети Arunmor.
- GrandTour — заразить 20 систем одновременно вирусом Revelation.

Несюжетные миссии:
- ????Mole — скачать список агентов с системы внутренних служб Uplink.
- ????Wargames — взломать Protovision Game Server и запустить игру Global Thermonuclear War.

## Стиль
Игра имеет несколько необычных особенностей, включая встроенный клиент IRC и функцию для игры на нескольких мониторах (отключена в версии 1.34).

## Релиз
Игра была выпущена под платформы Windows, Linux и Mac. Выпуск под Windows и Linux был произведен самой Introversion. Портированием под Mac занималась компания Contraband, а распространением — Ambrosia Software. В США игра была выпущена под названием «Uplink: Hacker Elite» компанией Strategy First. Впоследствии, издатель отказался платить лицензионные отчисления, и распространение Uplink: Hacker Elite стало считаться незаконным, тем не менее, игру можно приобрести одним из нескольких способов.
На территории России и стран СНГ игра была издана в 2005 году компаниями «Медиа-Сервис 2000» и «Интенс».

## Саундтрек
В игре используется несколько оригинальных композиций, сделанных в трекерных форматах S3M, MOD и XM. Эти файлы также включены в бонусный диск к игре, который являлся бесплатным дополнением для поклонников. Также на диск включено несколько композиций, которые не вошли в игру. Список композиций в игре:
- The Blue Valley от Karsten Koch
- Deep in Her Eyes от Peter 'Skaven' Hajba
- Mystique часть 1 и Mystique часть 2 от 'Timelord'
- Digital Serenity от Ryan Cramer
- Symphonic от Dual Crew

## Оценки в прессе
| Сводный рейтинг       | Сводный рейтинг     |
| Агрегатор             | Оценка              |
| --------------------- | ------------------- |
| GameRankings          | 73,67 %             |
| Metacritic            | 75/100 (13 обзоров) |
| Иноязычные издания    |                     |
| Издание               | Оценка              |
| GameSpot              | 7,1/10              |
| GameSpy               | 2/5                 |
| IGN                   | 7,5/10              |
| PC Gamer (UK)         | 80/100              |
| Русскоязычные издания |                     |
| Издание               | Оценка              |
| Absolute Games        | 65/100              |